# Lessingtheater (Nürnberg)

Neon-Leuchtschrift des Lessingtheater über dem Eingang (2009)

Gebäude des Lessingtheaters, Ansicht von der Lessingstraße (Zustand 2009)

Das Lessingtheater war eine zunächst private, später städtische Bühne in Nürnberg, die von 1946 bis 1959 ihre Spielstätte im Lessingsaal des Hotels Deutscher Hof an der Lessingstraße (in unmittelbarer Nachbarschaft des Opernhauses) hatte.
1946 nutzte Karl Pschigode den Saalbau mit Erlaubnis der amerikanischen Militärregierung für ein zunächst privates Theater, das Lessingtheater. Pschigode wollte die neue Spielstätte zunächst „Intimes Theater“ nennen, was am Widerspruch des vormalige Betreibers eines ehemaligen Theaters dieses Namens scheiterte (Intimes Theater Nürnberg). Er wählte, abgeleitet vom Straßennamen dann kurzfristig die Bezeichnung Lessingtheater. Bespielt wurde das Haus vom städtischen Ensemble, das kriegsbedingt seine alte Spielstätte am Lorenzer Platz verloren hatte. Die feierliche Eröffnung erfolgte erst am 16. Mai 1948 mit Wie es euch gefällt von William Shakespeare. Als dem Lessingtheater während der Währungsreform der Konkurs drohte, übernahm die Stadt Nürnberg am 1. Juni 1949 die Schulden und gliederte die Spielstätte für Sprechtheater den Städtischen Bühnen an.
Das Lessingtheater zeigt im Inneren infolge dieser Umnutzung eine eigenwillige Mischung aus Jugendstil und 1950er-Jahre-Dekor. Es bot 561 Zuschauern Platz galt aber wegen seiner beengten Platzverhältnisse im Bühnenbereich stets als Provisorium. Die Tiefe der Bühne maß nur sieben Meter und unmittelbar davor begannen bereits die Sitzreihen. Die fehlende Distanz machte aber wohl auch den besonderen Reiz der Darbietungen aus (später wurde die damalige Situation scherzhaft mit der Theaterszene in Fellinis Roma verglichen). Trotzdem wurden Stücke mit mehr als 50 Mitwirkenden aufgeführt. Insgesamt fanden dort über 200 Premieren, davon 27 Ur- und Erstaufführungen statt. Das Haus hatte von 1948 bis 1959 (nach Angaben von Pschigode) 1,5 Millionen Besucher. Die Theaternutzung durch die städtischen Bühnen endete erst 1959 mit der Eröffnung des Neubaues des Schauspielhauses.
Das Lessingtheater wurde dann bis 2003 für Bälle, Feste und kleinere Bühnendarbietungen genutzt und steht seitdem leer und dem Verfall preisgegeben. Initiativen zur Wiederinbetriebnahme als Varietétheater, Experimentalbühne oder Kabarett scheiterten. Der Abbruch des denkmalgeschützten Gebäudes wurde zwischenzeitlich beantragt.